# Meraviglioso amore mio
Meraviglioso amore mio è un singolo della cantante italiana Arisa, l'unico estratto dall'album dal vivo Amami Tour e pubblicato il 26 ottobre 2012.

## Descrizione
Meraviglioso amore mio è stato scritto e composto da Giuseppe Anastasi, continuando così il sodalizio artistico tra i due, iniziato con il grande exploit a Sanremo di Sincerità fino al secondo posto del Festival di Sanremo 2012 con La notte. Meraviglioso amore mio anticipa l'uscita di Amami Tour, primo album live della cantante contenente anche alcune cover, registrato durante l'Amami tour. Il brano, è entrato in rotazione radiofonica ed è stato reso disponibile per il download digitale a partire dal 26 ottobre 2012.

In merito al brano la cantante ha dichiarato:
Meraviglioso amore mio è, inoltre, stato scelto dal regista Fausto Brizzi come colonna sonora del suo film Pazze di me, uscito nei cinema il 24 gennaio 2013.

## Video musicale
Il videoclip è stato presentato in anteprima attraverso il sito del Corriere della Sera il 13 novembre 2012.

## Tracce
1. Meraviglioso amore mio – 3:57 (Giuseppe Anastasi)

## Classifiche
| Classifica (2012) | Posizione massima |
| ----------------- | ----------------- |
| Italia            | 15                |